# Lars G Larsson
Lars Gunnar Erik Larsson, ofta kallad Lars G Larsson, född den 18 februari 1940, är en svensk teknologie licentiat i reaktorfysik och expert inom kärnkraftssäkerhet. 

## Biografi
Larsson arbetade 1965–1972 för AB Atomenergi i Studsvik med reaktorfysikalisk forskning och drift av forskningsreaktorn R2 samt arbetade för Westinghouse 1972–1978 vid uppförandet av Ringhals kärnkraftverk.
Larsson var teknisk attaché vid svenska ambassaden i Washington DC 1978–1981 vilket innefattar tiden för Harrisburgolyckan, var avdelningschef vid Statens kärnkraftinspektion 1981–1985 samt chef för miljö- och energiavdelningen på Industriförbundet 1985-1997.
1997–2000 var han direktör vid avdelningen för reaktorsäkerhet vid European Bank for Reconstruction and Development, EBRD, i London, och deltog i olika insatser för att förbättra kärnkraftssäkerheten i forna östblocket, bland annat planering och finansiering av den nya inneslutningsbyggnad ("sarkofag") till reaktor 4 i Tjernobyl som färdigställdes 2016.
2000–2005 var han direktör för Swedish International Project Nuclear Safety, SIP, och arbetade även här med riktade insatser för kärnkraftssäkerhet i forna östblocket, bland annat insatser för att förbättra säkerheten i kärnkraftverket Ignalina i Litauen, samt insatser i Murmanskområdet med omhändertagande av radioaktivt avfall från utrangerade kärnkraftsdrivna ubåtar.
År 2006, på Litauens självständighetsdag den 16 februari, tilldelades Larsson tillsammans med fem andra svenska medarbetare i SIP ordensutmärkelsen "The Cross of Knight of the Order for Merits to Lithuania" av Litauens president Valdas Adamkus för det mångåriga stödet till Litauisk kärnkraftssäkerhet.
Larsson och Magnus von Bonsdorff sammanställde 2007 en rapport om säkerhetskultur och säkerhetsarbete inom Vattenfalls kärnkraftsverksamhet. Rapporten tillkom som en av många åtgärder med anledning av den så kallade Forsmarkshändelsen 25 juli 2006, och uttryckte kritik mot säkerhetsarbete och rutiner inom Vattenfall. Man föreslog flera åtgärder, bland annat tillsättande av en säkerhetsdirektör (CNO - Chief Nuclear Officer) och ett säkerhetsråd med koncernchefen som ordförande - åtgärder som styrelsen senare genomförde.

## Utmärkelser
- 1990 – Invald som ledamot av Kungliga Ingenjörsvetenskapsakademien (IVA).[7]

- 2006 – Ordensutmärkelsen "The Cross of Knight of the Order for Merits to Lithuania" av Litauens president Valdas Adamkus - tilldelad Larsson tillsammans med fem andra svenska medarbetare i SIP.[4]

- 2014 – Utmärkelsen Global Energy Prize tilldelad Larsson tillsammans med den ryske forskaren Asjot Sarkisov. Utmärkelsen är ett pris för tekniska och vetenskapliga insatser inom energiområdet som delas ut årligen i Sankt Petersburg[8]. Motiveringen var "För enastående bidrag till förbättring av kärnkraftssäkerhet och avveckling av kärnkraftsanläggningar."
- 2018 – Promoverad till hedersdoktor vid Chalmers Tekniska Högskola med motiveringen "för sina bidrag till säkerhet hos kärnreaktorer, både i Sverige och utomlands. Han har haft ledande befattningar inom Statens kärnkraftsinspektion och Industriförbundet, och har tagit initiativ kring svensk kärnteknisk forskning bland annat inom Kungliga Ingenjörsvetenskapsakademin ... Larsson har aktivt deltagit i arbetet kring att säkerhetsuppdatera ryska och baltiska kärnkraftverk, innesluta Tjernobylreaktorn samt omhänderta radioaktivt material från den utrangerade ubåtsflottan i Murmansk ... Larsson blev civilingenjör på Chalmers år 1963 och tog sedan licentiatexamen vid institutionen för reaktorfysik. Han har sedan dess hållit kontakten och bland annat varit aktiv inom inspirationsprogram för teknologer på Teknisk fysik."[9]